# A Morte de Carlos Gardel (Film)
A Morte de Carlos Gardel (portugiesisch für: Der Tod des Carlos Gardel) ist ein Filmdrama der portugiesisch-schwedischen Regisseurin Solveig Nordlund aus dem Jahr 2011.
Es ist eine Adaption des gleichnamigen Romans des portugiesischen Schriftstellers António Lobo Antunes aus dem Jahr 1994.

## Handlung
Álvaro sammelt alles über seinen Lieblingssänger und Idol, den lange verstorbenen Tangosänger Carlos Gardel, dessen Lieder er ständig hört. Sein Umfeld hält ihn für sonderbar und seine Frau Claudia hat sich schon lange von ihm getrennt. Einzig der gemeinsame Sohn Nuno hat noch halbwegs Kontakt zum Vater und schläft bei ihm, wenn seine Mutter Besuch von ihrem neuen Freund bekommt.
Doch Nuno mag weder seinen Vater noch den neuen Freund. Er ist überhaupt unglücklich und einsam, und er flüchtet sich schließlich in eine Heroinsucht. Seine Familie tut nur wenig, um ihm zu helfen, und will ihn eigentlich nur loswerden, bis er schließlich stirbt. Sein Tod bringt die Familie zunächst zusammen, sie bleibt jedoch zerstritten und zerfrisst sich in Vorwürfen und Intrigen, wechselnde Lagerbildungen und mangelndes Interesse an den anderen sind weiterhin Alltag im Familienkreis.
Álvaro flüchtet sich daher immer stärker in Vergangenheit und Parallelwelt und glaubt schließlich, im älteren Herrn Seixas tatsächlich Carlos Gardel gefunden zu haben. Unfähig, ihre Sichtweise zu ändern und echtes Mitgefühl zu entwickeln, kreisen die Familienmitglieder immer weiter nur um sich selbst und entfernen sich immer weiter voneinander.

## Produktion und Rezeption
Der Film wurde von der portugiesischen Filmproduktionsgesellschaft Fado Filmes produziert, mit finanzieller Unterstützung durch die portugiesische Filmförderungsanstalt ICA und den öffentlich-rechtlichen Fernsehsender RTP, dazu beteiligten sich die Stadtverwaltung von Lissabon und die städtische Veranstaltungsgesellschaft Sintra Quorum.
Premiere feierte der Film am 6. September 2011 beim Filmfestival Douro Film Harvest im nordportugiesischen Alijó. Am 22. September 2011 kam er in die portugiesischen Kinos, wo er nur in acht Sälen lief (2 × Lissabon, Almada, Aveiro, Oeiras, Porto, Vila Nova de Gaia und Viseu) und 2.717 Zuschauer zählte.
Er lief auf einigen Filmfestivals, neben dem Douro Film Harvest auch beim Caminhos do Cinema Português und dem LEFFEST (Lisbon & Estoril Film Festival). Beim Uruguay International Film Festival erhielt der Film einen Kritikerpreis.
Am 19. Dezember 2013 lief A Morte de Carlos Gardel erstmals im schwedischen und am 7. Februar erstmals im portugiesischen Fernsehen, dort bei RTP2.